# Skórcz
Skórcz là một thị trấn thuộc huyện Starogardzki, tỉnh Pomorskie ở bắc Ba Lan. Thị trấn có diện tích 4 km². Đến ngày 1 tháng 1 năm 2011, dân số của thị trấn là 3591 người và mật độ 989 người/km².